# Heinrich Friedjung

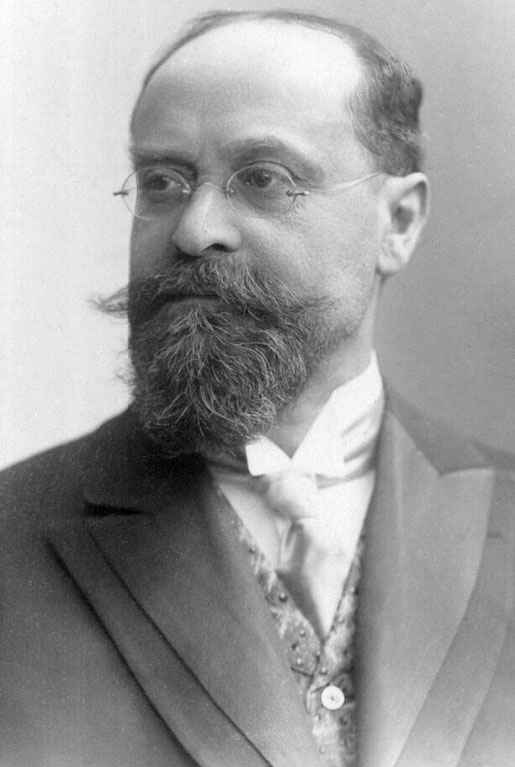
Heinrich Friedjung (um 1910)

Heinrich Friedjung (* 18. Januar 1851 in Roschtin, Mähren; † 14. Juli 1920 in Wien) war ein österreichischer Historiker, Publizist, Journalist und liberaler Politiker.

## Leben
Heinrich Friedjung entstammte einer deutschösterreichischen, jüdischen Kaufmannsfamilie aus Mähren. Er besuchte in Wien das Schottengymnasium und studierte Geschichte an den Universitäten in Prag und Berlin, unter anderem bei Theodor Mommsen und Leopold von Ranke. 1867 wurde er Mitglied der Burschenschaft Germania Prag. Von 1873 bis 1879 unterrichtete er Geschichte und Deutsch an der Wiener Handelsakademie, wurde dort aber aus politischen Gründen und aufgrund seiner offenen Opposition zur Okkupation Bosniens durch die k.u.k. Monarchie entlassen. Friedjung hatte überdies 1877 unter dem Titel Der Ausgleich mit Ungarn eine Studie veröffentlicht, die innerhalb eines Jahres drei Auflagen erlebte und die öffentliche Diskussion über die 1867 getroffenen politischen Vereinbarungen mit Ungarn stark prägte. Diese waren alle zehn Jahre neu zu beschließen, sodass Friedjungs Schrift gerade 1877 besonders aktuell war. Er griff darin die Vereinbarungen heftig an, weil es seiner Meinung nach die cisleithanische Reichshälfte noch stärker schädigte als die verlorene Schlacht bei Königgrätz:

„Im Jahre 1866 waren wir von unseren eigenen Landsleuten besiegt worden; was der eine Theil Deutschlands verlor, gewann der andere. Dagegen haben wir uns 1867 einem an Bildung und wirtschaftlichem Sinn tief unter uns stehendem Volke gefügt, dem wir die Hegemonie im politischen Sinne und das Verfügungsrecht über unser Militärbudget zugestanden, sodass faktisch eine Tributpflicht an den ungarischen Staat stattfindet.“

 Diese mit großer Medienreichweite verbreitete Polemik gegen die eigene Regierung führte zu seiner Entlassung als Lehrer an der Handelsakademie.
Ab 1880 war Friedjung politisch aktiv. Zusammen mit Victor Adler verfasste er das Programm zur Bildung einer deutschen Volkspartei (1880), aus dem 1882 das sogenannte Linzer Programm der Deutschnationalen entstand. 1883 bis 1886 war er Herausgeber der Deutschen Wochenschrift und 1886 bis 1887 Chefredakteur der Deutschen Zeitung, des offiziellen Parteiorgans des „Deutschen Klubs“ des Wiener Reichsrats. Bald darauf verließ Friedjung wegen der antiösterreichischen Politik und der zunehmend antisemitischen Tendenzen die Deutschnationale Bewegung und wurde 1891 bis 1895 Mitglied des Wiener Gemeinderats. Er vertrat weiterhin eine liberal-zentralistische deutschbetonte Politik, die sich auch in seinen Werken widerspiegelte. 1891 trat Friedjung auch den Wiener Sozialpolitikern bei, die sich für den Ausgleich mit den Tschechen sowie die Erweiterung des Wahlrechts einsetzten.
1909 kam es zu einem vielbeachteten Prozess, in dem Friedjung beschuldigt und öffentlich bloßgestellt wurde, gefälschte Dokumente und Quellen gutgläubig verwendet zu haben, die ihm durch den Außenminister Graf Aehrenthal übergeben worden waren.
Auf deren Grundlage begründete Friedjung im Auftrag des Ministers im Leitartikel der Morgenausgabe der Neuen Freien Presse am 25. März 1909 den Einmarsch Österreich-Ungarns in Serbien, der aber nicht erfolgt war. Ein veritabler internationaler Skandal war das Ergebnis dieser Aktion des Außenministers; Friedjung wurde daraufhin in Wien publizistisch u. a. von dem Satiriker Karl Kraus als Kriegstreiber heftig kritisiert.
Während des Ersten Weltkrieges zählte Friedjung neben Richard von Kralik, Rudolf von Scala, Hans Uebersberger, Eugen von Philippovich, Paul Samassa und Michael Hainisch zu den prominentesten Fürsprechern eines großdeutschen Mitteleuropa (Denkschrift aus Deutschösterreich). Nach 1918 befürwortete er eine „Anschluss“-Lösung an das Deutsche Reich, beklagte jedoch auch den Untergang der österreichischen Monarchie und des Vielvölkerstaats. Die Definition des Zeitraums 1881 bis zum Ersten Weltkrieg als „Zeitalter des Imperialismus“ geht auf ihn zurück. Heinrich Friedjung starb, 69-jährig, am 14. Juli 1920 in Wien. Er wurde auf dem Wiener Zentralfriedhof bestattet, sein Grab ist erhalten. Friedjung war Korrespondierendes Mitglied der Österreichischen Akademie der Wissenschaften und der Bayerischen Akademie der Wissenschaften, Ehrendoktor der Ruprecht-Karls-Universität Heidelberg und Mitglied im Deutschen Schulverein.
Die Historikerin Pauline Reinkraut-Friedjung war seine Tochter, die er nachträglich legitimierte.

## Schriften (Auswahl)
- Kaiser Karl IV. u. sein Antheil am geistigen Leben seiner Zeit. Wien 1876.
- Der Ausgleich mit Ungarn. Politische Studie über das Verhältnis Österreichs zu Ungarn und Deutschland. Leipzig 1876/77 (3 Auflagen).
- Ein Stück Zeitungsgeschichte. Wien 1887.
- Der Kampf um die Vorherrschaft in Deutschland 1859 bis 1866. Stuttgart-Berlin 1897–1917 (10 Auflagen).
- (Hrsg.): Benedeks nachgelassene Papiere. Leipzig 1901.
- Der Krimkrieg und die österreichische Politik. Stuttgart-Berlin 1911.
- Österreich von 1848 bis 1860. Berlin 1908.
- Denkschrift aus Deutschösterreich, Wien 1915.
- Custoza und Lissa. Insel Verlag, Leipzig 1915 (= Österreichische Bibliothek, Band 3).
- Das Zeitalter des Imperialismus 1884 bis 1914. 3 Bände, Berlin 1919–1923.
- Historische Aufsätze. Stuttgart-Berlin 1917–1919 (2 Auflagen).